# Békagyíkfélék

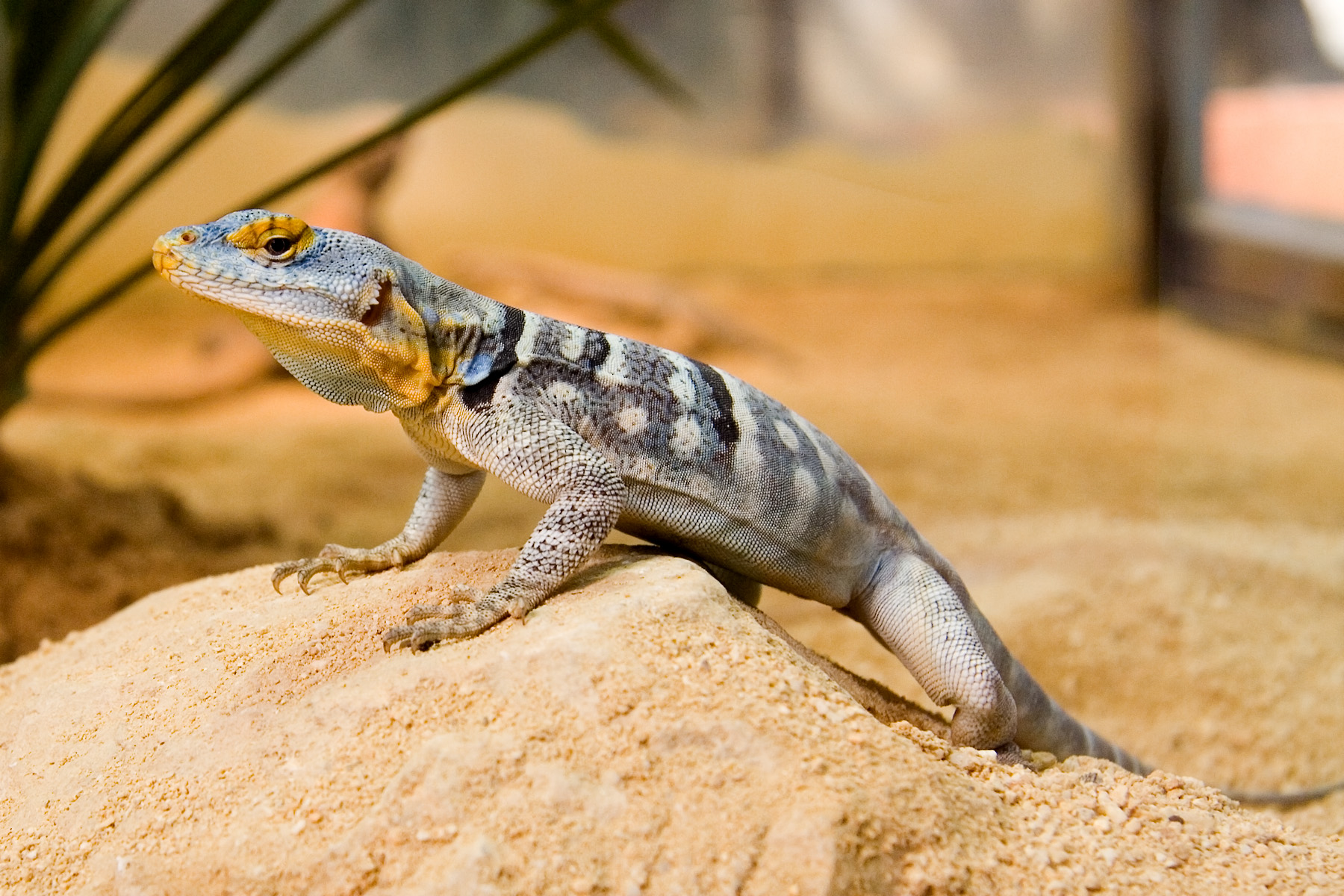
Kék kövileguán (Petrosaurus thalassinus)

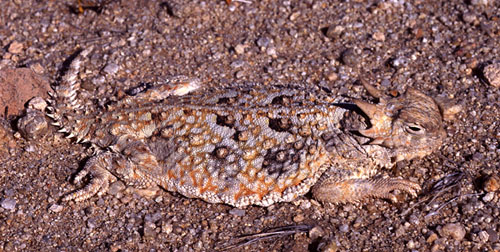
Szélesorrú békagyík (Phrynosoma platyrhinos)

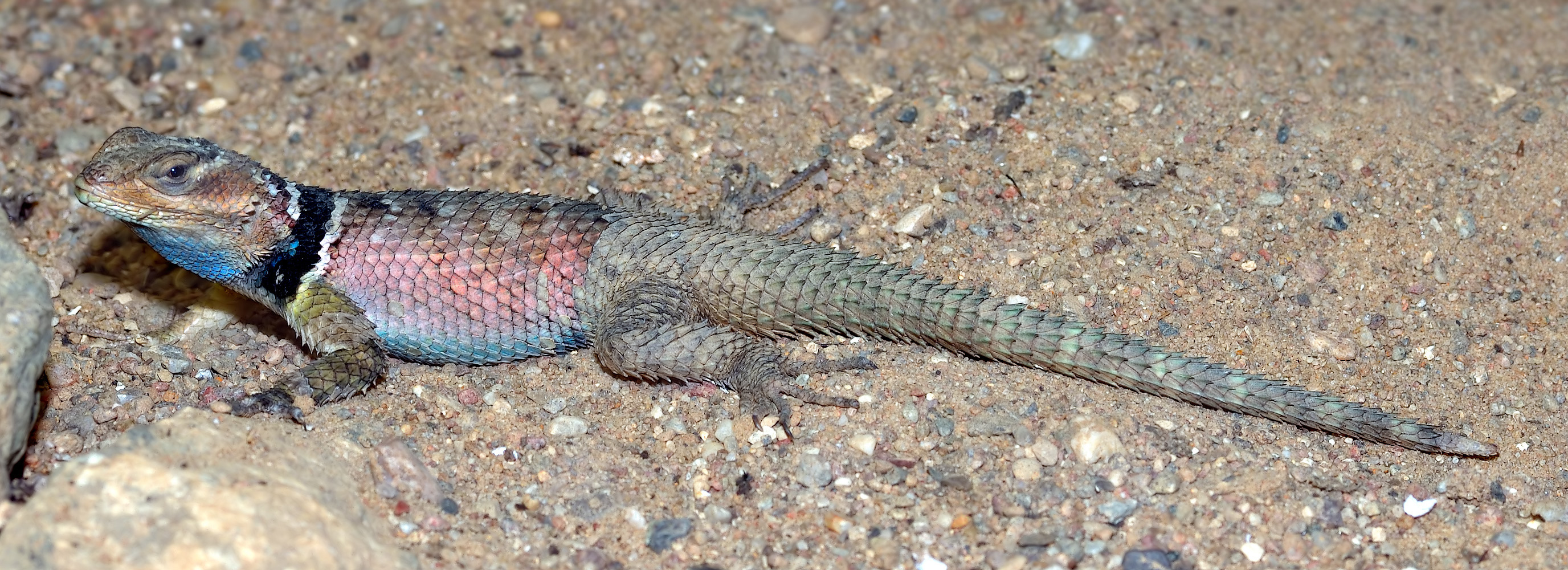
Sceloporus cyanogenys

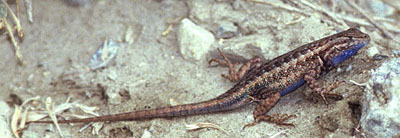
Törékeny sövényleguán (Sceloporus graciosus)

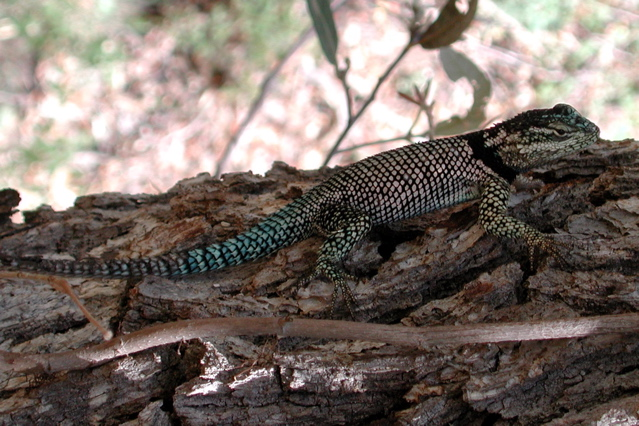
Sceloporus jarrovi

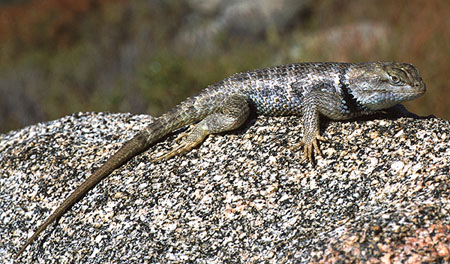
Sceloporus magister

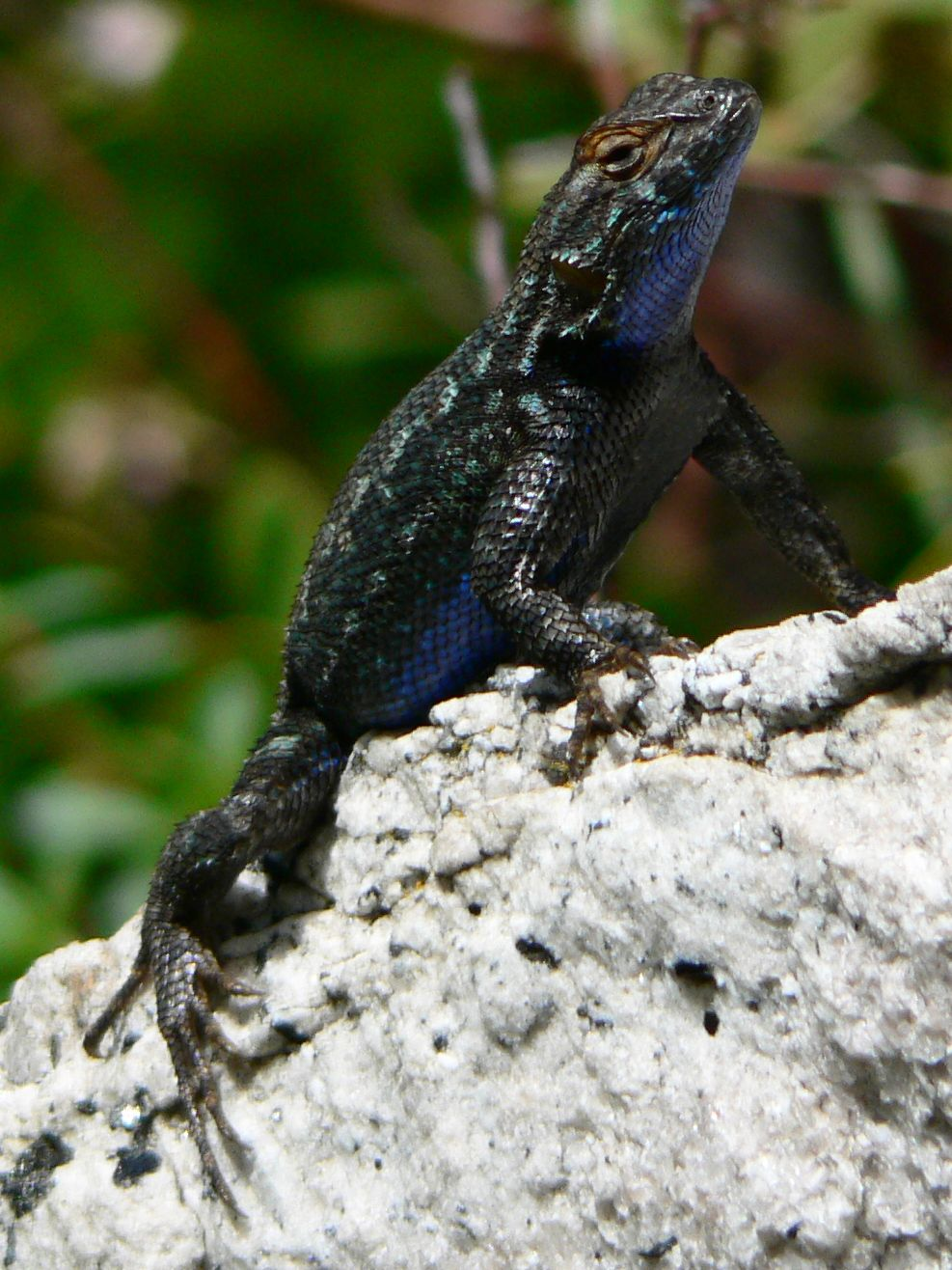
Nyugati sövényleguán (Sceloporus occidentalis)

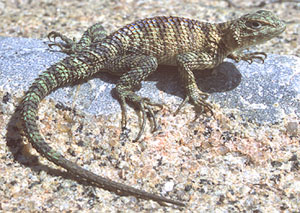
Sceloporus orcutti

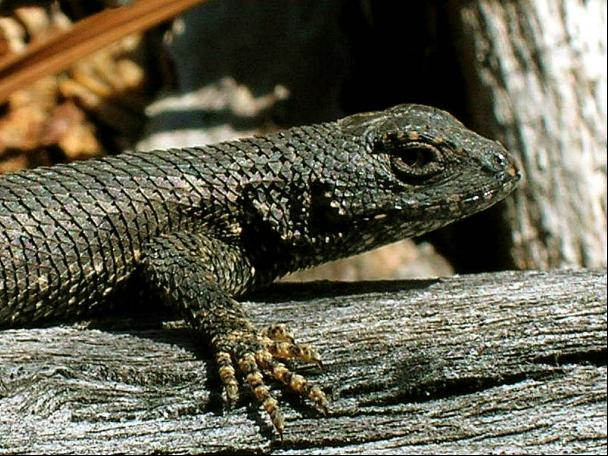
Sceloporus undulatus

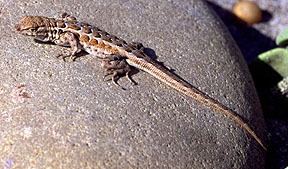
Foltos aranyleguán (Uta stansburiana)

A békagyíkfélék (Phrynosomatidae) a hüllők (Reptilia) osztályába a pikkelyes hüllők (Squamata) rendjébe és a leguánalakúak (Iguania) alrendjébe tartozó család.

9 nem és 120 faj tartozik a családba.

## Rendszerezés
A családba az alábbi nemek és fajok tartoznak
- Callisaurus (Blainville, 1835) – 1 faj
  - rácsosfarkú leguán (Callisaurus draconoides)

- Cophosaurus (Troschel, 1852) – 1 faj
  - Cophosaurus texanus

- Holbrookia (Girard, 1851) – 4 faj
  - Holbrookia elegans
  - Holbrookia lacerata
  - Holbrookia maculata
  - Holbrookia propinqua

- Petrosaurus (Boulenger, 1885) – 2 faj
  - Petrosaurus mearnsi
  - Kék kövileguán (Petrosaurus thalassinus)

- Phrynosoma Wiegmann, 1828 – 14 faj
  - Phrynosoma asio
  - Phrynosoma braconnieri
  - Phrynosoma cerroense
  - tüskés békagyík (Phrynosoma cornutum)
  - koronás békagyík (Phrynosoma coronatum)
  - Phrynosoma ditmarsi
  - Douglas-békagyík (Phrynosoma douglasii)
  - Phrynosoma hernandesi
  - Phrynosoma mcallii
  - Phrynosoma modestum
  - Phrynosoma orbiculare
  - Szélesorrú békagyík (Phrynosoma platyrhinos)
  - Phrynosoma solare
  - Phrynosoma taurus

- Sceloporus Wiegmann, 1828 – 76 faj
  - Sceloporus acanthinus
  - Sceloporus adleri
  - Sceloporus aeneus
  - Sceloporus anahuacus
  - Sceloporus angustus
  - Sceloporus arenicolus
  - Sceloporus asper
  - Sceloporus bicanthalis
  - Sceloporus bulleri
  - Sceloporus carinatus
  - Sceloporus cautus
  - Sceloporus chaneyi
  - Sceloporus chrysostictus
  - Sceloporus clarkii
  - Sceloporus consobrinus
  - Sceloporus couchii
  - Sceloporus cowlesi
  - Sceloporus cozumelae
  - Sceloporus cryptus
  - ciánkék sövényleguán (Sceloporus cyanogenys)
  - Sceloporus dugesii
  - Sceloporus edwardtaylori
  - Sceloporus exsul
  - malachit sövényleguán (Sceloporus formosus) vagy (Sceloporus malachiticus)
  - Sceloporus gadoviae
  - Sceloporus goldmani
  - törékeny sövényleguán (Sceloporus graciosus)
  - mexikói sövényleguán (Sceloporus grammicus)
  - Sceloporus grandaevus
  - Sceloporus heterolepis
  - Sceloporus horridus
  - Sceloporus hunsakeri
  - Sceloporus insignis
  - Sceloporus internasalis
  - Sceloporus jalapae
  - Sceloporus jarrovii
  - Sceloporus licki
  - Sceloporus lineatulus
  - Sceloporus lundelli
  - Sceloporus macdougalli
  - Sceloporus maculosus
  - Sceloporus magister
  - Sceloporus megalepidurus
  - Sceloporus melanorhinus
  - Sceloporus merriami
  - Sceloporus mucronatus
  - Sceloporus nelsoni
  - nyugati sövényleguán (Sceloporus occidentalis)
  - Sceloporus ochoterenae
  - Sceloporus olivaceus
  - Sceloporus orcutti
  - Sceloporus ornatus
  - Sceloporus palaciosi
  - Sceloporus parvus
  - Sceloporus poinsettii
  - Sceloporus pyrocephalus
  - Sceloporus rufidorsum
  - Sceloporus salvini
  - Sceloporus scalaris
  - Sceloporus serrifer
  - Sceloporus siniferus
  - Sceloporus slevini
  - Sceloporus smaragdinus
  - Sceloporus spinosus
  - Sceloporus squamosus
  - Sceloporus stejnegeri
  - Sceloporus subpictus
  - Sceloporus taeniocnemis
  - Sceloporus tanneri
  - Sceloporus torquatus
  - Sceloporus tristichus
  - közönséges sövényleguán (Sceloporus undulatus)
  - Sceloporus utiformis
  - Sceloporus variabilis
  - Sceloporus virgatus
  - floridai sövényleguán (Sceloporus woodi)
  - Sceloporus zosteromus

- Uma (Baird, 1859) – 6 faj
  - Uma exsul
  - Uma inornata
  - Sivatagi rojtosujjú leguán (Uma notata)
  - Uma paraphygas
  - Uma rufopunctata
  - Uma scoparia

- Urosaurus (Hallowell, 1854) – 9 faj
  - Urosaurus auriculatus
  - Urosaurus bicarinatus
  - Urosaurus clarionensis
  - Urosaurus gadovi
  - Urosaurus graciosus
  - Urosaurus irregularis
  - Urosaurus lahtelai
  - Urosaurus nigricaudus
  - Urosaurus ornatus

- Uta (Baird & Girard, 1852) – 7 faj
  - Uta antiqua
  - Uta concinna
  - Uta mannophora
  - Uta nolascensis
  - Uta palmeri
  - Uta squamata
  - foltos aranyleguán (Uta stansburiana)